# Fara v Probluzi
Budova bývalé barokní fary v Probluzi se nalézá v centru vesnice Probluz, místní části obce Dolní Přím v okrese Hradec Králové v blízkosti kostela Všech Svatých. Budova bývalé fary je od 31. března 1995 chráněna jako kulturní památka ČR. Národní památkový ústav tuto faru uvádí v katalogu památek pod rejstříkovým číslem ÚSKP 10517/6-5849.

## Historie
Budova fary v Probluzi byla postavena někdy okolo roku 1740. V současnosti patří Probluz do farnost Nechanice a budova fary je v soukromém majetku.

## Popis
Bývalá fara v Probluzi je obdélná přízemní, částečně podsklepená trojtraktová budova s mansardovou střechou vysazenou na krátkých krakorcích stropních trámů se seříznutými čely a krytou eternitovými šablonami. Cihelné zdivo bylo nahozené vápennou omítkou, v roce 2018 je omítka již 9 let otlučena až na cihly.
Vstupní průčelí je pětiosé se vstupem uprostřed a dvojitými dvoukřídlými, osmitabulkovými okny.